# 林骧华
林骧华（1951年—），复旦大学副教授，任职复旦大学出版社。主要著作有《现代西方文论选》（1983）、《西方文学批评术语辞典》（1989）、《当代英国文学史纲》（1993）、《极权主义的起源》（translation , 2008）等。